# Baraqish
Barāqish (in arabo براقش‎?) è un'antica città dello Yemen, edificata dai Minei già nel VI secolo a.C.. Il suo nome è oggi Yathūl e si trova nel governatorato di al-Jawf.
Della città fortificata, già capitale minea, vi sono resti e sono stati realizzati scavi archeologici, specialmente dalla missione italiana condotta dal prof. Alessandro de Maigret, dell'Università di Napoli "L'Orientale").